# Campionati del mondo di mountain bike marathon
I campionati del mondo di mountain bike marathon UCI (en. UCI Mountain Bike Marathon World Championships) sono uno dei campionati del mondo di ciclismo. Sono organizzati annualmente dall'Unione Ciclistica Internazionale (UCI), e assegnano il titolo di campione del mondo di marathon, una delle discipline del mountain biking, nelle categorie maschile e femminile Elite.
Nella prima edizione, quella del 2003, il marathon fu inserito nel programma dei campionati del mondo di mountain bike, mentre dall'edizione 2004 si tengono campionati separati. Il vincitore di ogni competizione si fregia del titolo di campione del mondo e ha il diritto di gareggiare fino all'edizione successiva indossando una maglia cerchiata con i colori dell'iride, chiamata maglia iridata.

## Albo d'oro
Sin dalla prima edizione si tengono due gare, maschile e femminile:
- Gara maschile
- Gara femminile

## Edizioni
| Anno | Nazione     | Città                             |
| ---- | ----------- | --------------------------------- |
| 2003 | Svizzera    | Lugano                            |
| 2004 | Austria     | Bad Goisern                       |
| 2005 | Norvegia    | Lillehammer                       |
| 2006 | Francia     | Oisans                            |
| 2007 | Belgio      | Verviers                          |
| 2008 | Italia      | Villabassa                        |
| 2009 | Austria     | Graz                              |
| 2010 | Germania    | St. Wendel                        |
| 2011 | Italia      | Montebelluna                      |
| 2012 | Francia     | Ornans                            |
| 2013 | Austria     | Kirchberg in Tirol                |
| 2014 | Sudafrica   | Pietermaritzburg                  |
| 2015 | Italia      | Val Gardena                       |
| 2016 | Francia     | Laissac                           |
| 2017 | Germania    | Singen                            |
| 2018 | Italia      | Auronzo di Cadore                 |
| 2019 | Svizzera    | Grächen                           |
| 2020 | Turchia     | Sakarya                           |
| 2021 | Italia      | Isola d'Elba                      |
| 2022 | Danimarca   | Haderslev                         |
| 2023 | Scozia      | Glasgow                           |
| 2024 | Stati Uniti | Snowshoe                          |
| 2025 | Svizzera    | Valais                            |
| 2026 | Italia      | Primiero San Martino di Castrozza |